# Taenaris vulcania
Taenaris vulcania är en fjärilsart som beskrevs av Hans Fruhstorfer 1912. Taenaris vulcania ingår i släktet Taenaris och familjen praktfjärilar. Inga underarter finns listade i Catalogue of Life.